# Рафал Пєтшак
Ра́фал Пє́тшак (пол. Rafał Pietrzak, нар. 30 січня 1992, Сосновець) — польський футболіст, захисник, півзахисник клубу «Лехія» (Гданськ).
Виступав, зокрема, за клуб «Вісла» (Краків), а також національну збірну Польщі.

## Клубна кар'єра
Народився 30 січня 1992 року в місті Сосновець.
У дорослому футболі дебютував 2008 року виступами за команду «Заглемб'є» (Сосновець), в якій провів три сезони, взявши участь у 55 матчах чемпіонату.
Згодом з 2011 по 2016 рік грав у складі команд «Гурник» (Забже), «П'яст» (Гливиці), «Колеяж» (Струже) та ГКС (Катовиці).
Своєю грою за останню команду привернув увагу представників тренерського штабу клубу «Вісла» (Краків), до складу якого приєднався 2016 року. Відіграв за команду з Кракова наступні два сезони своєї ігрової кар'єри.
Протягом 2018—2019 років захищав кольори клубів «Заглемб'є» (Любін), «Вісла» (Краків) та «Рояль Ексель Мускрон».
До складу клубу «Лехія» (Гданськ) приєднався 2020 року. За команду зі Гданська він відіграв 100 матчів в національному чемпіонаті.
У липні 2023 року Пєтшак перейшов у краківський клуб «Вєчиста» з четвертого за значимістю дивізіону в ієрархії польського футболу. 

## Виступи за збірні
У 2010 році дебютував у складі юнацької збірної Польщі (U-18), загалом на юнацькому рівні взяв участь у 22 іграх, відзначившись одним забитим голом.
У 2018 році дебютував в офіційних матчах у складі національної збірної Польщі.